# Varanoidea
De Varanoidea zijn een superfamilie van hagedissen, waaronder de bekende familie Varanidae. Ook opgenomen in de Varanoidea zijn de Lanthanotidae (dove varanen) en de uitgestorven Palaeovaranidae. De superfamilie is in 1834 benoemd door Georg Graf von Münster.
Gedurende hun lange evolutionaire geschiedenis hebben varanoïden een grote diversiteit vertoond, zowel in habitat als in vorm. Deze superfamilie omvat de grootste bekende landbewonende hagedis Megalania (vijf tot zes meter), en de grootste bestaande hagedis, de Komodovaraan (Varanus komodoensis, van ruim drie meter).

## Evolutie
Ofwel synoniem met, of een subgroep van de groep Platynota, verschijnen de varanoïden voor het eerst in het fossielenbestand in het laatste deel van het Vroeg-Krijt, maar mogelijke varanoïde voorouders zijn terug te voeren tot in het Vroeg-Jura. Tot de vroegst bekende varanoïden behoren de varaanachtige necrosauriden Palaeosaniwa canadensis uit het Campanien (ongeveer 71-82 miljoen jaar geleden) van Noord-Amerika en Estesia mongoliensis en Telmasaurus grangeri, beide uit het Campanien van Mongolië. Varanoïden overleefden het uitsterven van de Krijt-Paleogeen-grens en floreerden wereldwijd tijdens het Cenozoïcum. Carroll voerde aan dat de affiniteiten van voorouderlijke slangen de evolutie van vroege aquatische of gravende varanoïde lijnen suggereerden, hoewel recent bewijs een meer verre gemeenschappelijke voorouder binnen Toxicofera suggereert.
Carroll kenmerkt de varanoïden als de meest geavanceerde van alle hagedissen in het bereiken van grote omvang en een actieve, roofzuchtige manier van leven. Sommige taxa, zoals de uitgestorven necrosauriden en de mogelijk varanoïde gilamonsters, waren gepantserd met osteoderm (benige afzettingen op de huid), en veel vormen hebben onderkaken die vooraan niet vergroeid zijn, waardoor ze hun mond heel wijd kunnen openen tijdens het eten (hoewel ze hun kaken niet achteraan kunnen ontwrichten, in tegenstelling tot wat vaak wordt gedacht).

## Taxonomie
Estes et alii hebben in 1988, gebruikmakend van morfologische kenmerken, een klade Varanoidea gedefinieerd als de laatste gemeenschappelijke voorouder van de Helodermatidae, Lanthanotus en Varanus; en al zijn afstammelingen. Gauthier et alii, 2012 combineren deze drie groepen ook, waarbij echter de Helodermatidae basaal staan ten opzichte van dan de Varanidae (waaronder Lanthanotus en Varanus).